# Překladiště

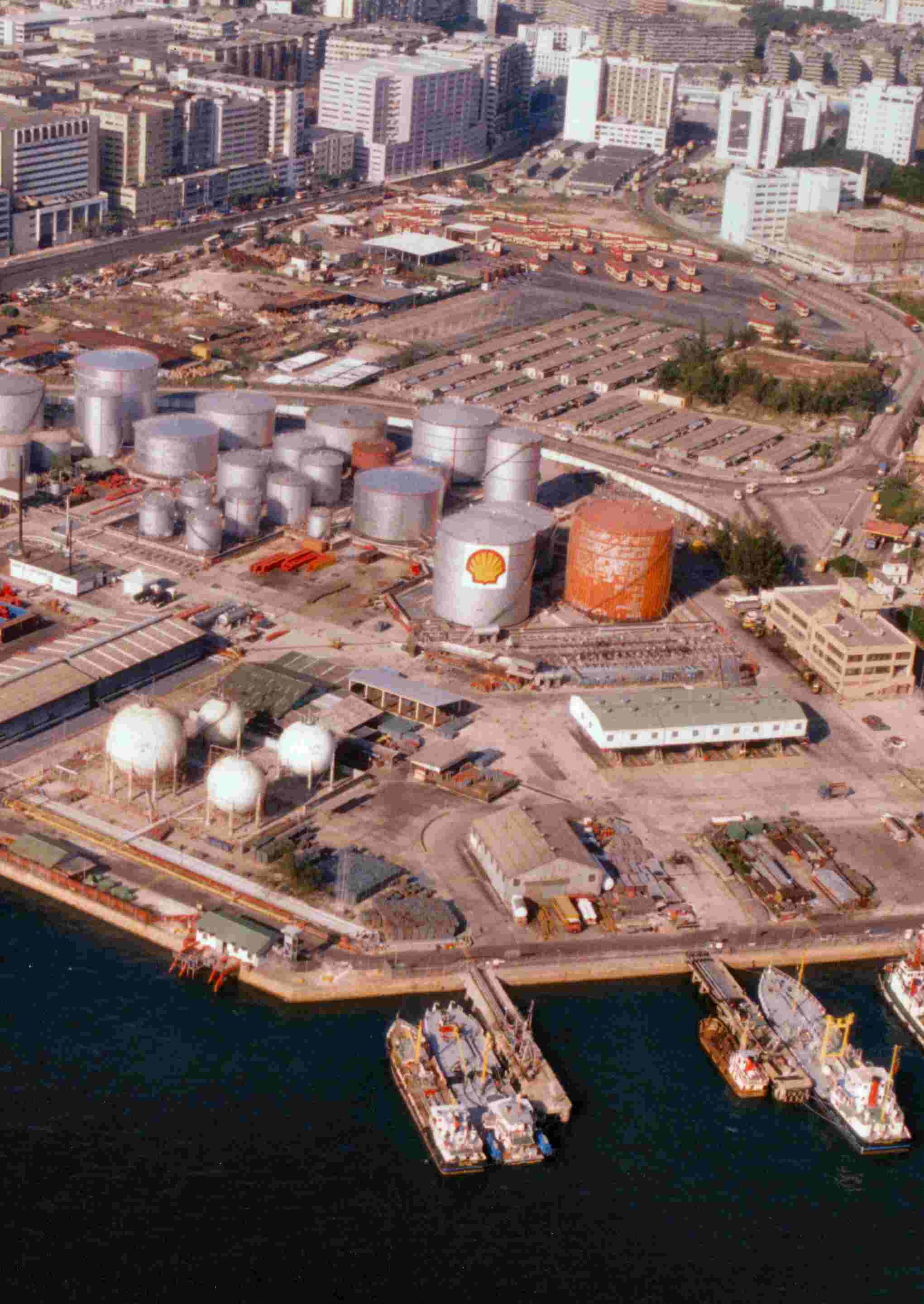
Přístav společnosti Shell na přepravu benzínu

Překladiště je prostor který se využívá pro přeložení nákladu z nějakého dopravního prostředku na jiný.
Jako jednoznačný příklad může posloužit např. přístav. Ten umožňuje přeložení nákladu z vlaků či automobilových prostředků do nákladních lodí či naopak.